# Stanislav Dineykin

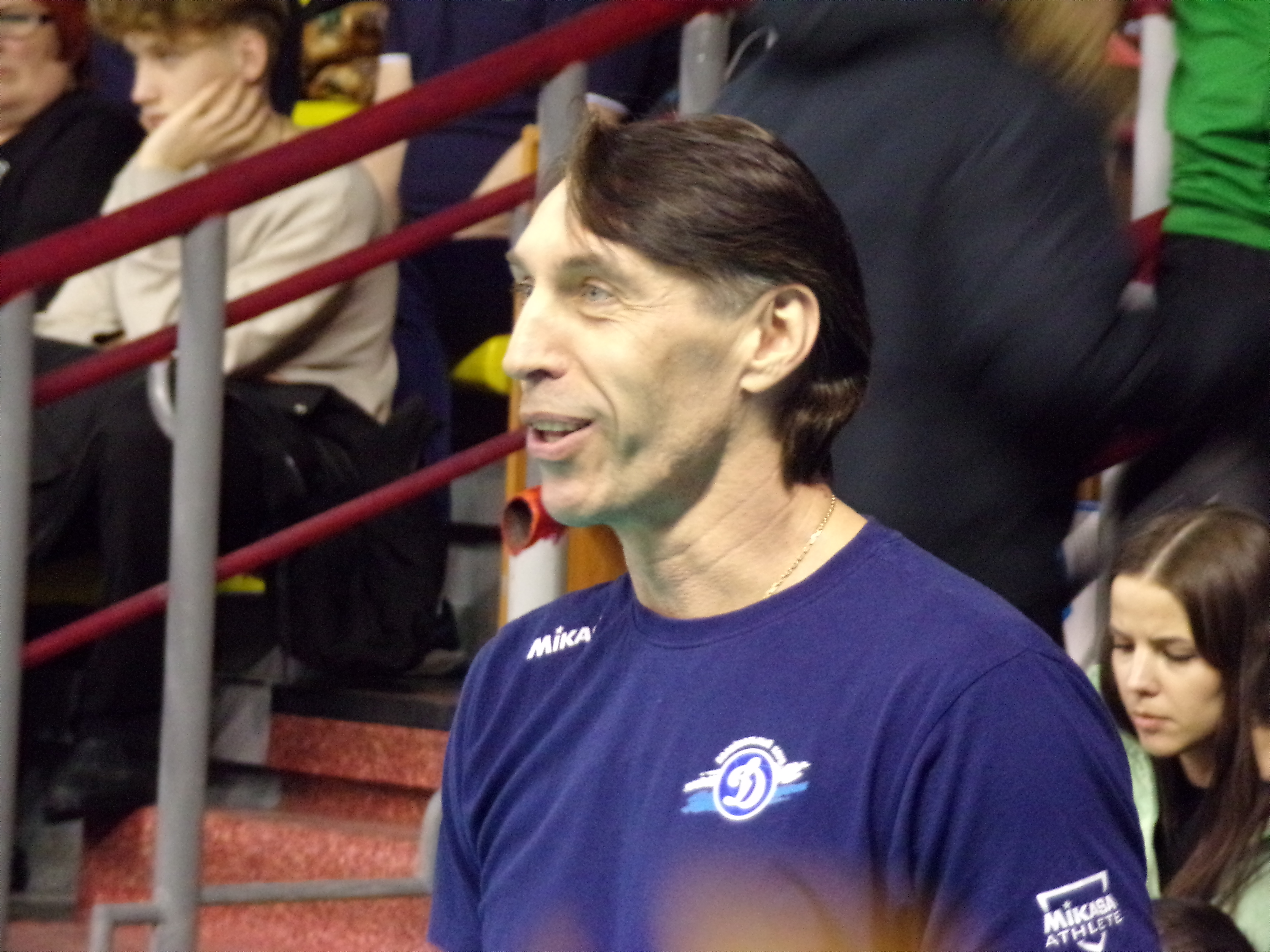

Stanislav Anatolyevich Dineykin (em russo:  Станислав Анатольевич Динейкин; Blagodarny, 10 de outubro de 1973) é um ex-jogador de voleibol da Rússia que competiu nos Jogos Olímpicos de 1996 e 2004.
Em 1996, ele participou de oito jogos e terminou na quarta colocação com a equipe russa na competição olímpica. Oito anos depois, ele fez parte do time russo que conquistou a medalha de bronze no torneio olímpico de 2004, no qual atuou em oito partidas.